# Alexander Arnold
Alexander John C. "Alex" Arnold (Ashford, 21 december 1992) is een Brits acteur. Hij is bekend dankzij zijn rol als Rich Hardbeck in de Britse tienergeoriënteerde televisieserie Skins.